# Tipula (Acutipula) masai
Tipula (Acutipula) masai is een tweevleugelige uit de familie langpootmuggen (Tipulidae). De soort komt voor in het Afrotropisch gebied.